# Бубенцы (масть)
Бубенцы (нем. Schellen) — самая младшая из четырёх карточных мастей в немецкой колоде в игре скат, в преферансе — вторая по значимости.
Кроме Германии эта масть также используется в Австрии, Венгрии, Словакии, Словении, Хорватии и в отдельных районах Чехии. 
В Швейцарии используют похожее изображение .
Бубенцы соответствуют бубнам во французской колоде.